# Sergio Gadea
Sergio Gadea Panisello (Puzol, Valencia, 30 de diciembre de 1984) es un ex-piloto español de motos que disputó durante 9 temporadas (2003-2011) el Campeonato Mundial de Motociclismo.

## Biografía

### Inicios
Al contrario que otros pilotos, Sergio inició tarde su andadura en el motociclismo de competición, concretamente a los 16 años.
En el año 2001 participó en la Fórmula de Promoción Bancaja. En un principio, su planteamiento fue correr en la categoría de 50cc, pero dado que ya tenía 16 años, pasó directamente a disputar la modalidad de 125cc. Las cosas no le fueron mal y terminó el campeonato en 9.ª posición. Un gran resultado teniendo en cuenta que era su primer contacto con el mundo de la competición.
El año siguiente dio el salto al Campeonato de España de Velocidad, a bordo de una Honda 125cc estándar y con un reducido equipo, Gadea se alzó esa temporada con el subcampeonato de la Fórmula de Campeones y terminó undécimo en el Campeonato de España (CEV) de 125cc.
Siguió corriendo en las dos competiciones en la temporada 2003, pero esta vez pilotando una Aprilia en el Racing Team Gadea donde corrió junto a Nicolás Terol. Finalmente no pudo ser y Gadea tendría que conformarse con el subcampeonato, tanto de la Fórmula de Promoción como del CEV de 125cc, que caería en manos del piloto de Talavera Álvaro Bautista ya mundialista en aquella época.

### 125cc
En 2003 a la vez que corría la Fórmula de campeones y el CEV tomo parte como piloto invitado en tres pruebas del Campeonato del Mundo de 125cc en los tres grandes premios que se celebraron en circuitos españoles, sumado al GP de Portugal.
La temporada 2004 fue para Sergio su primer asalto al Mundial y sólo conocía las pistas de Valencia, Cataluña, Jerez y Portugal. Sergio empezó de menos a más y en las últimas carreras del año se le podía ver luchando con los mejores de la categoría. Fue en el GP de Valencia dónde Gadea logró su mejor resultado de la temporada; quinto después de liderar la carrera durante varias vueltas.
Los frutos llegan para Sergio Gadea en la temporada 2005, dónde logra su primer podio en el GP de Francia. En el GP de Valencia, marca la pole position. Gadea acaba la temporada en la decimosegunda posición de la clasificación general.

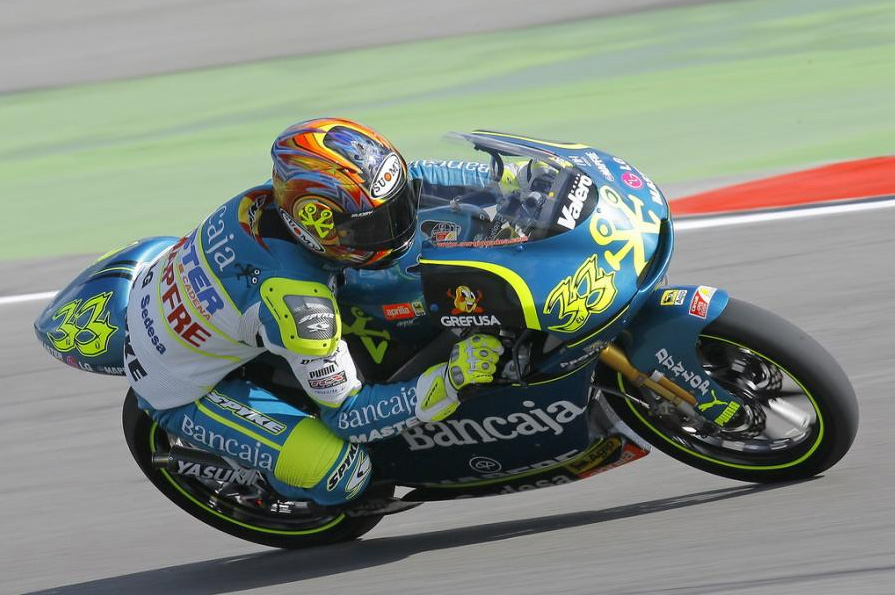
Sergio Gadea en 2007 con la Aprilia del Bancaja Aspar Team

En 2006 logra la quinta plaza de la general tras sumar un segundo puesto y cuatro terceros.
Su primera victoria mundialista le llega a Sergio en 2007 al alzarse con la victoria en el GP de Francia consiguiendo además un podio en el GP de Valencia con lo que finaliza 7.º en la clasificación general.
Para la temporada 2008 continúa en el equipo de Aspar pilotando una Aprilia RSA125 oficial teniendo como compañero de equipo al húngaro Gabor Talmacsi (campeón de 125cc en 2007) y al debutante español Pere Tutusaus. Consigue su segunda victoria mundialista en la carrera inaugural de la temporada en Catar tras sufrir unos días antes una lesión de cierta importancia. A pesar de la victoria inicial el campeonato resulta un desastre para Sergio y termina en una discretísima 12.ª posición, a pesar de sus malos resultados Aspar sigue confiando en él y lo mantiene para la temporada 2009, en la que termina en 5.ª posición, consiguiendo una victoria en el GP de Assen.

### Moto2
A principios de enero del año 2010, fue confirmado oficialmente como piloto de la escudería Pons Racing. Su temporada fue irregular, en Catar logra una décima posición y en Jerez y Le Mans logra una sexta posición, mejora en Mugello logrando un segundo puesto pero de ahí en adelante su rendimiento es muy irregular y se cae en Sachsenring, Misano y Sepang. A finales de temporada, debido a su bajo rendimiento, Gadea confirma que vuelve a la categoría de 125 cc a manos del equipo Bluesens-STX.

### Vuelta a 125cc
Sergio Gadea inicia la temporada con el Blusens by Paris Hilton Team, obteniendo dos terceras plazas, Catar y Assen, y 108 puntos, terminando octavo en la clasificación. A pesar de no ser una mala temporada, Sergio Gadea vuelve a ser despedido debido a que "los resultados deportivos no han sido los esperados" y es reemplazado por Josep Rodríguez.
Reaparece en Moto2 a manos del equipo G22, patrocinado por Desguaces La Torre y controlado por los hermanos Pablo y Gelete Nieto, en el GP de Aragón.

### Superbikes
En la temporada 2012, disputa la Ronda de Italia de Superbikes con el equipo oficial Kawasaki Racing Team, en el Circuito de Monza, para sustituir al lesionado Joan Lascorz. En la primera carrera se fue al suelo en la primera vuelta al verse involucrado en un accidente múltiple, y poco después fue suspendida por motivos de seguridad debido a la intensa lluvia que cayó justo después del Warm-Up Lap. Para la segunda manga, el equipo decidió no salir ya que la moto había sufrido severos daños que no pudieron ser reparados.
Durante el resto del año no encontró ninguna otra oferta interesante ni ningún otro hueco para disputar pruebas de Superbikes o del Mundial de Motociclismo, negándose a pagar para aquellas ofertas que le solicitaban una cantidad para poder subirse a una moto.

### Nueva aparición en Moto2
Gadea sustituyó en la primera carrera de la temporada 2013, en el 2013 a Thomas Luthi en el equipo Interwetten-Paddock GP de Moto2, finalizando en vigésima posición, fuera de los puntos.
Al igual que la temporada anterior, no volvió a encontrar hueco en ningún otro equipo para seguir participando en carreras.

### Supersport
Tras pasarse 2014, y prácticamente todo 2015 en blanco. Sergio Gadea disputa la última prueba de la Temporada 2015 del Campeonato Mundial de Supersport a lomos de una Honda CBR600RR, en el Circuito Internacional de Losail, consiguiendo finalizar 12.º, y sumando cuatro puntos para el equipo Lorini.

## Resultados

### Campeonato del Mundo de Motociclismo
Sistema de puntuación de 1993 hasta 2022:
| Posición | 1.º | 2.º | 3.º | 4.º | 5.º | 6.º | 7.º | 8.º | 9.º | 10.º | 11.º | 12.º | 13.º | 14.º | 15.º |
| Puntos   | 25  | 20  | 16  | 13  | 11  | 10  | 9   | 8   | 7   | 6    | 5    | 4    | 3    | 2    | 1    |

#### Por temporada
| Temporada | Cat.  | Equipo                         | Moto           | Carreras | Victorias | Podios | Poles | V. Ráp. | Puntos | Posición |
| --------- | ----- | ------------------------------ | -------------- | -------- | --------- | ------ | ----- | ------- | ------ | -------- |
| 2003      | 125cc | Racing Team Gadea              | Aprilia RS125  | 4        | 0         | 0      | 0     | 0       | 0      | -        |
| 2004      | 125cc | Master-Repsol Aspar Team       | Aprilia RS125  | 16       | 0         | 0      | 0     | 0       | 29     | 19.º     |
| 2005      | 125cc | Master Aspar Team              | Aprilia RS125  | 16       | 0         | 1      | 1     | 2       | 68     | 12.º     |
| 2006      | 125cc | Master-MVA Aspar Team          | Aprilia RS125  | 16       | 0         | 5      | 0     | 2       | 160    | 5.º      |
| 2007      | 125cc | Bancaja Aspar Team             | Aprilia RS125  | 17       | 1         | 3      | 0     | 1       | 160    | 7.º      |
| 2008      | 125cc | Bancaja Aspar Team             | Aprilia RS125  | 17       | 1         | 1      | 1     | 0       | 83     | 12.º     |
| 2009      | 125cc | Bancaja Aspar Team             | Aprilia RSW125 | 16       | 1         | 5      | 0     | 1       | 141    | 5.º      |
| 2010      | Moto2 | Tenerife-40 Pons               | Kalex Moto2    | 17       | 0         | 1      | 0     | 0       | 67     | 17.º     |
| 2011      | 125cc | Blusens by Paris Hilton Racing | Aprilia RSW125 | 12       | 0         | 2      | 0     | 0       | 103    | 8.º      |
| 2011      | Total | 2003-2011                      | 2003-2011      | 133      | 3         | 18     | 2     | 6       | 811    |          |

#### Carreras por año
| Año  | Cat.  | Moto    | 1       | 2       | 3       | 4       | 5       | 6       | 7       | 8       | 9       | 10      | 11      | 12      | 13      | 14      | 15      | 16      | 17      | Pts. | Pos. |
| ---- | ----- | ------- | ------- | ------- | ------- | ------- | ------- | ------- | ------- | ------- | ------- | ------- | ------- | ------- | ------- | ------- | ------- | ------- | ------- | ---- | ---- |
| 2003 | 125cc | Aprilia | JPN     | RSA     | SPA 25  | FRA     | ITA     | CAT 23  | NED     | GBR     | GER     | CZE     | POR 18  | BRA     | PAC     | MAL     | AUS     | VAL 20  |         | 0    | -    |
| 2004 | 125cc | Aprilia | RSA 23  | SPA 17  | FRA 22  | ITA 23  | CAT 21  | NED 21  | BRA Ret | GER 14  | GBR 16  | CZE Ret | POR 13  | JPN 13  | QAT 18  | MAL 12  | AUS 10  | VAL 5   |         | 29   | 19.º |
| 2005 | 125cc | Aprilia | SPA Ret | POR 20  | CHN 29  | FRA 2   | ITA Ret | CAT 13  | NED 9   | GBR 11  | GER Ret | CZE 4   | JPN 7   | MAL 16  | QAT 12  | AUS 9   | TUR Ret | VAL Ret |         | 68   | 12.º |
| 2006 | 125cc | Aprilia | SPA 7   | QAT 3   | TUR 3   | CHN 11  | FRA 8   | ITA 4   | CAT 3   | NED 2   | GBR 5   | GER 10  | CZE 4   | MAL 6   | AUS Ret | JPN 20  | POR 15  | VAL 3   |         | 160  | 5.º  |
| 2007 | 125cc | Aprilia | QAT Ret | SPA 5   | TUR Ret | CHN 6   | FRA 1   | ITA 2   | CAT 4   | GBR 4   | NED 4   | GER Ret | CZE Ret | RSM 4   | POR Ret | JPN 8   | AUS 9   | MAL 5   | VAL 3   | 170  | 6.º  |
| 2008 | 125cc | Aprilia | QAT 1   | SPA Ret | POR 9   | CHN Ret | FRA 20  | ITA 6   | CAT 9   | GBR 4   | NED Ret | GER Ret | CZE 12  | RSM 10  | IND 18  | JPN 9   | AUS Ret | MAL 12  | VAL Ret | 83   | 12.º |
| 2009 | 125cc | Aprilia | QAT 12  | JPN 19  | SPA 2   | FRA 3   | ITA 11  | CAT 3   | NED 1   | GER 2   | GBR Ret | CZE 9   | IND 15  | RSM Ret | POR 6   | AUS 10  | MAL 4   | VAL 16  |         | 141  | 5.º  |
| 2010 | Moto2 | Kalex   | QAT 10  | SPA 6   | FRA 6   | ITA 2   | GBR 15  | NED 23  | CAT 25  | GER Ret | CZE 14  | IND 6   | RSM Ret | ARA 20  | JPN 17  | MAL Ret | AUS 24  | POR 22  | VAL 8   | 67   | 17.º |
| 2011 | 125cc | Aprilia | QAT 3   | SPA Ret | POR 12  | FRA 8   | CAT 8   | GBR Ret | NED 3   | ITA 7   | GER 6   | CZE 5   | IND 4   | RSM 8   | ARA 27  | JPN DNS | AUS INJ | MAL INJ | VAL INJ | 103  | 9.º  |

| Color     | Resultado                                                               |
| --------- | ----------------------------------------------------------------------- |
| Oro       | Ganador                                                                 |
| Plata     | 2.ª plaza                                                               |
| Bronce    | 3.ª plaza                                                               |
| Verde     | Finalizó en los puntos                                                  |
| Azul      | Finalizó sin puntos                                                     |
| Azul      | NC - No clasificado                                                     |
| Violeta   | Ret - No terminó (Carrera)                                              |
| Rojo      | DNQ - No se clasificó                                                   |
| Negro     | DSQ - Descalificado                                                     |
| Blanco    | DNS - No empezó (carrera)                                               |
| Blanco    | WD - Retirado (fin de semana)                                           |
| Blanco    | C - Carrera cancelada                                                   |
| Sin color | DNP - Inscrito pero no participó                                        |
| Sin color | INJ - Lesionado                                                         |
| Sin color | EX - Excluido                                                           |
| Estado    | Resultado                                                               |
| Negrita   | Pole position                                                           |
| Cursiva   | Vuelta rápida                                                           |
| x         | Posición en carrera sprint                                              |
| †         | Abandona, pero clasifica al completar el porcentaje requerido para ello |

### Campeonato Mundial de Superbikes

#### Carreras por año
| Año  | Moto     | 1   | 1   | 2   | 2   | 3   | 3   | 4     | 4       | 5   | 5   | 6   | 6   | 7   | 7   | 8   | 8   | 9   | 9   | 10  | 10  | 11  | 11  | 12  | 12  | 13  | 13  | 14  | 14  | Pts. | Pos. |
| Año  | Moto     | R1  | R2  | R1  | R2  | R1  | R2  | R1    | R2      | R1  | R2  | R1  | R2  | R1  | R2  | R1  | R2  | R1  | R2  | R1  | R2  | R1  | R2  | R1  | R2  | R1  | R2  | R1  | R2  | Pts. | Pos. |
| ---- | -------- | --- | --- | --- | --- | --- | --- | ----- | ------- | --- | --- | --- | --- | --- | --- | --- | --- | --- | --- | --- | --- | --- | --- | --- | --- | --- | --- | --- | --- | ---- | ---- |
| 2012 | Kawasaki | AUS | AUS | IMO | IMO | NED | NED | ITA C | ITA DNS | EUR | EUR | USA | USA | RSM | RSM | SPA | SPA | CZE | CZE | GBR | GBR | RUS | RUS | GER | GER | POR | POR | FRA | FRA | 0    | -    |

### Campeonato Mundial de Supersport

#### Carreras por año
| Año  | Equipo      | Moto  | 1   | 2   | 3   | 4   | 5   | 6   | 7   | 8   | 9   | 10  | 11  | 12     | Pts. | Pos. |
| ---- | ----------- | ----- | --- | --- | --- | --- | --- | --- | --- | --- | --- | --- | --- | ------ | ---- | ---- |
| 2015 | Team Lorini | Honda | AUS | THA | ARA | NED | ITA | GBR | POR | RSM | MAL | SPA | FRA | QAT 12 | 4    | 29.º |